# المعهد الوطني للاستهلاك
التقديم تم بموجب القانون عدد 70 لسنة 2008 المؤرخ في 10 نوفمبر 2008 إحداث المعهد الوطني للاستهلاك (الرائد الرسمي للجمهورية التونسية عــدد 94-2008صفحة 4157)
المعهد الوطني للاستهلاك هو مؤسسة عمومية ذات صبغة إدارية تتمتع بالشخصية المعنوية والاستقلال المالي وتخضع لإشراف الوزير المكلف بالتجارة
```
يسير المعهد الوطني للاستهلاك مدير عام، تتم تسميته بأمر باقتراح من 
الوزير
 المكلف بالتجارة
```

```
يمارس المدير العام للمعهد الوطني للاستهلاك كامل السلطة على جميع الأعوان التابعين للمعهد.

يتولى المدير العام اتخاذ القرارات في جميع المجالات التي تدخل ضمن مشمولاته باستثناء المسائل التي هي من اختصاص سلطة الإشراف.
```

ويمكن للمدير العام تفويض جزء من سلطاته وكذلك تفويض إمضائه للإطارات الراجعين إليه بالنظر في حدود المهام الموكولة إليه وفقا للتشريع والتراتيب الجاري بها العمل.
```
يتولى المدير العام خاصة:
```

ـ التسيير الإداري والمالي والفني للمعهد،
ـ السهر على تطبيق توصيات المجلس التوجيهي المنصوص عليه بالفصل 6 من هذا الأمر،
ـ إبرام الصفقات والعقود حسب الصيغ والشروط المنصوص عليها بالتشريع والتراتيب الجاري بها العمل،
ـ اقتراح ميزانية المعهد الوطني للاستهلاك،
ـ اقتراح تنظيم مصالح المعهد،
ـ تمثيل المعهد لدى الغير في جميع الأعمال المدنية والإدارية والمالية والقضائية طبقا للتشريع والتراتيب الجاري بها العمل،
ـ إعداد تقارير حول نشاط المعهد وعرضها على وزارة الإشراف،
ـ تنفيذ كل مهمة أخرى تتصل بنشاط المعهد يتم تكليفه بها من قبل وزارة الإشراف.

## مهام
```
للمعهد الوطني للاستهلاك مهام عديدة أهمها تقديم الدعم الفني للمنظمات والهياكل المعنية بالاستهلاك والقيام بالدراسات والبحوث ذات العلاقة إلى جانب التحاليل والاختبارات وبرامج التكوين والنشر والاتصال. 
```

هذه المهام ستخوّل للمعهد التدخل ميدانيا على السوق لمعاينة مختلف المنتوجات الاستهلاكية سواء كانت محلية الصنع أو مورّدة (مواد غذائية، ملابس، أحذية، خدمات مختلفة، مواد صناعية..) ورفع عيّنات منها واجراء التحاليل والاختبارات المقارنة عليها لمعرفة مدى احترامها لمواصفات الصنع ولصحة المستهلك وإعلام المواطن فيما بعد بالنتائج وتقديم النصيحة له حتى يكون على بيّنة من كل منتوج من حيث سعره ومن حيث احترامه للصحة العامة ويتصرف فيما بعد وفق ما يراه صالحا.
ومن جهة أخرى للمعهد مهمة إجراء دراسات وبحوث حول الطبيعة الاستهلاكية للتونسي وحول ميولاته الاستهلاكية لتحديد التوجهات العامة للدولة في ما يتعلق بمختلف القطاعات الاقتصادية قصد توفير كل ما يحتاجه المواطن خاصة في ظل التحوّلات الاقتصادية العالمية الكبرى وتقلبات الأسعار. وتبعا لهذا الدور يتكفل المعهد بتطوير الثقافة الاستهلاكية للمواطن عبر التحسيس والنصح والإرشاد وذلك من خلال نشريات موجهة للمستهلك قصد اعلامه.

## المديرين
2009 : علي الغربي
2010 : رضا الاحول